# 신설국
《신설국》(新雪國, Shin Yukiguni)은 일본에서 제작된 고토 코이치 감독의 2001년 멜로/로맨스 영화이다. 오쿠다 에이지 등이 주연으로 출연하였다.

## 출연

### 주연
- 오쿠다 에이지
- 유민

### 조연
- 미나미노 요코
- 요시유키 카즈코